# سيد نعمان الحق
سيد نعمان الحق (مواليد 15 شباط 1948 في كراتشي، في باكستان) هو باحث ومؤرخ باكستاني متخصص في مجالات التاريخ الإسلامي والفلسفة الإسلامية . وهو حاليًا أستاذ زائر متميز في جامعة حبيب [الإنجليزية].

## الحياة والمهنة
وُلِد نعمان الحق في باكستان، لكنه قضى معظم حياته المبكرة في إنجلترا والولايات المتحدة. وفي جامعة هال حصل على درجة البكالوريوس في الفيزياء التطبيقية، وفي كلية لندن الجامعية درس تاريخ العلوم والفلسفة.
خلال مسيرته المهنية التي امتدت لعشرين عامًا، أنتج نعمان الحق منشورات وأعمالًا تحريرية وبحثية حول تاريخ وفلسفة العلوم، والفلسفة ما بعد الحداثة، وتاريخ الدين، وتاريخ الفن وتاريخ الأدب.
نشر نعمان الحق عددًا من الكتب والمقالات الصحفية. يكتب باللغتين الإنجليزية والأردية.
في عام 2009، ساهم في ندوة في معهد ميتانيكسوس [الإنجليزية].
لدى نعمان عائلة ممتدة في باكستان، لكن عائلته المباشرة تقيم في الولايات المتحدة. تزوج نعمان في سن 18 عامًا.

## فهرس الأعمال
- الأسماء والطبائع والأشياء: الخيميائي جابر بن حيان وكتابه الأحجار . دوردريخت/لندن/بوسطن: دار كلوير للنشر الأكاديمي، 1993 (كلوث). الطبعة الورقية، 1995.
- مع تيد بيترز ومظفر إقبال، الله والحياة والكون: وجهات نظر إلهية. ألدرشوت: دار نشر أشجيت، 2002.
- حارث خليق [الإنجليزية]، أبيات مختارة، مع مقدمة تحليلية وشرح (باللغة الأردية). كراتشي: مكتبة دانيال، 2006.
- نار المصفى: بعض التأملات حول نيفيل وما بعد الحداثة والاتجاهات في الخطابات حول الإسلام في ب. هيلتزل وأ. يونج المحرران. اللاهوت في سياق عالمي: مقالات تكريما لروبرت نوفيل. نيويورك/لندن: كونتينوم، تي آند تي كلارك إنترناشيونال، 2004.
- الإسلام والبيئة : نحو الاسترجاع وإعادة البناء . ديدالوس. خريف 2001. المجلد 130، رقم 4، 141-177.
- العلوم الخفية والطب . تاريخ الإسلام الجديد في كامبريدج. المجلد 3، مايكل كوك محرر. -رئيسًا. كمبريدج: مطبعة جامعة كامبريدج، 2007.